# Python Minefield Breaching System

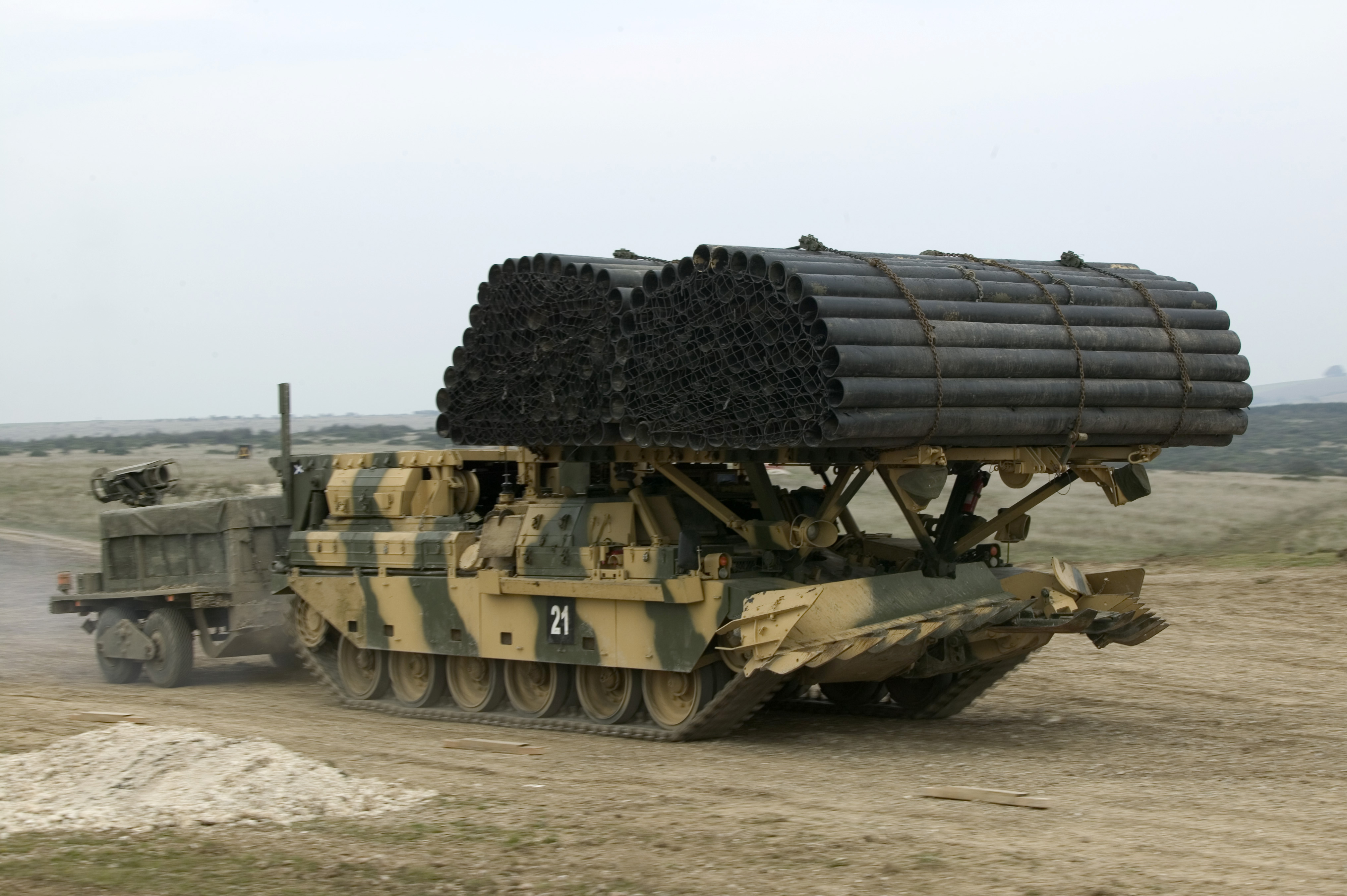
Ein Chieftain AVRE zieht ein Python-System

Das Python Minefield Breaching System ist eine Minenräumschnur und wird von der British Army. Es ersetzte das System Giant Viper und besitzt die Möglichkeit, durch ein Minenfeld einen sicheren Weg von 180 bis 200 Metern Länge und bis zu 7,30 Metern Breite zu schlagen.
Das System besteht aus einem einzelnen Anhänger, der von einem Minenräumpanzer Trojan (AVRE) gezogen wird. Um es einzusetzen, wird eine einzelne Rakete „250 mm L9 53 kg“ vom Anhänger gestartet, die einen 228 Meter langen mit 1455 kg Sprengstoff „pe6/al“ gefüllten Schlauch über das Minenfeld zieht. Nachdem der Sprengschlauch auf dem Boden aufgeschlagen ist, detoniert er und bringt 90 % der vorhandenen Minen zur Explosion. Die restlichen 10 % werden ohne zu explodieren zur Seite geschleudert. Das System kann auch mit zwei Geräten gleichzeitig eingesetzt werden, um Doppelimpuls-Minen oder tiefer liegende Minen zu erreichen.
Python wurde in Afghanistan operativ eingesetzt.  Während der „Operation Moshtarak“, einer britischen Offensive, verwendeten die Royal Engineers das System versuchsweise bei der Bekämpfung von IED.